# واوکسهل، آلبرتا
واوکسهل، آلبرتا (به انگلیسی: Vauxhall, Alberta) یک شهرک در کانادا است که در آلبرتا واقع شده‌است.

## خصوصیات
واوکسهل ۲٫۸۸ کیلومترمربع مساحت و ۱٬۲۸۸ نفر جمعیت دارد و ۷۷۹ متر بالاتر از سطح دریا واقع شده‌است.